# 青森大學

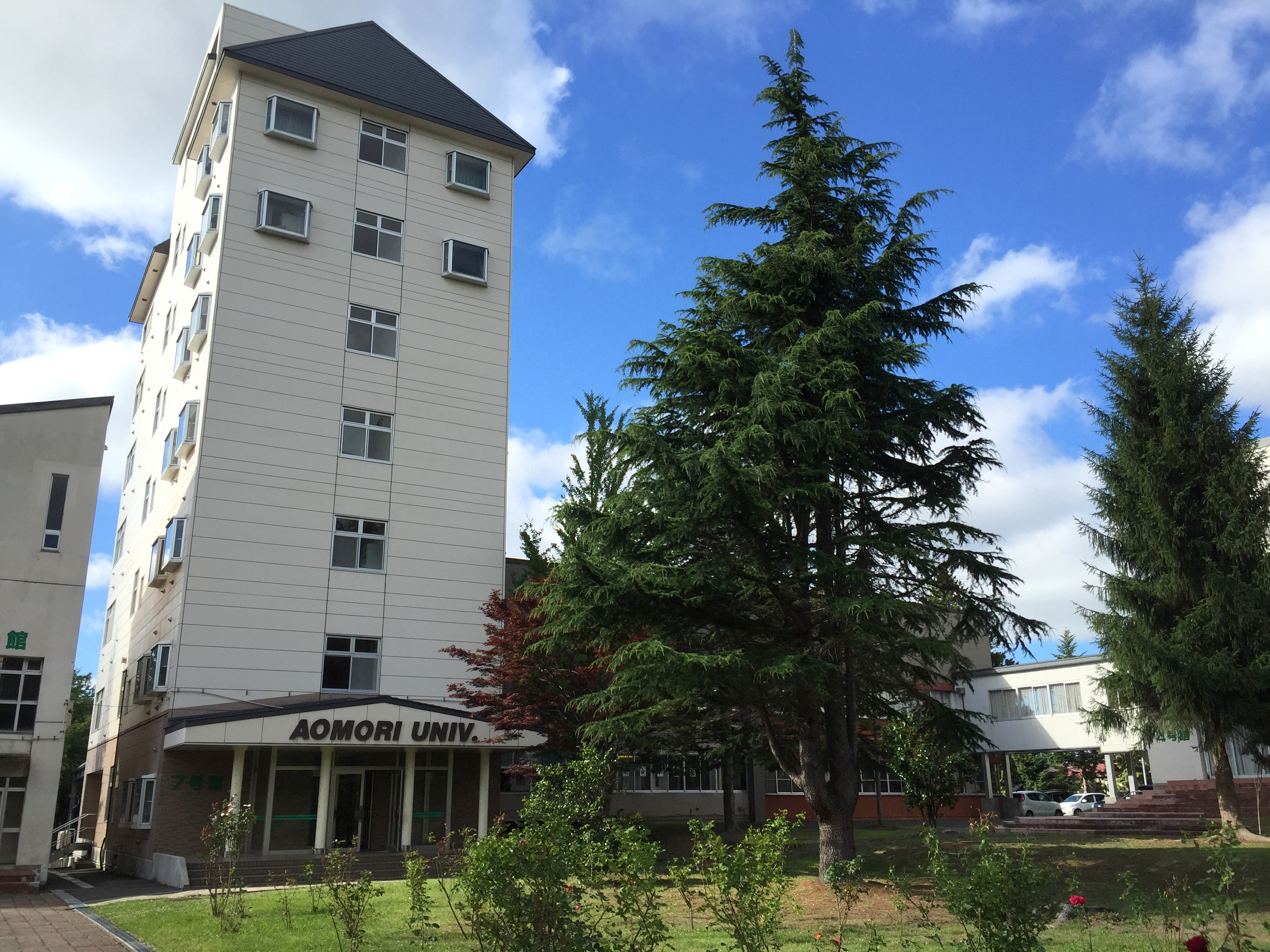

青森大学（日语：／、英語: Aomori University）是位於日本青森縣青森市的私立大学。

## 生平
1960年代設立。大学的簡称是青大。

## 校長
- 金井一賴

## 外部連結
- 青森大學官方網站 （页面存档备份，存于）